# Wilhelm Sroka

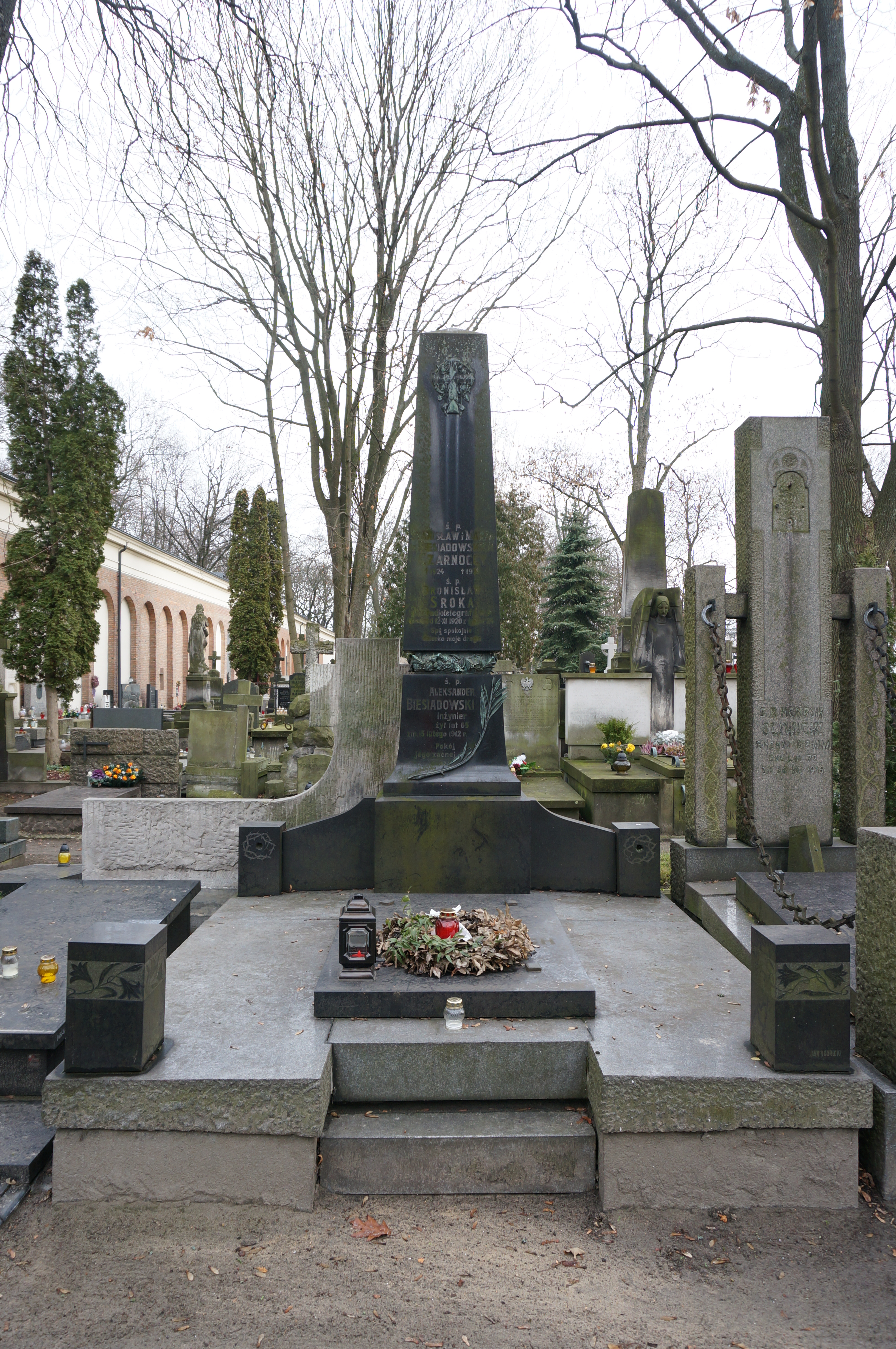
Grób Wilhelma Sroki na cmentarzu Powązkowskim

Wilhelm Wrócisław Sroka (ur. w 1866 w Wiskitkach, zm. 10 czerwca 1939 w Warszawie) – architekt, budowniczy;
syn Augusta i Katarzyny z Dattelbaumów, brat Henryka Dzierżysława i Antoniego Rościsława.

## Życiorys
W 1889 r. ukończył studia w Instytucie Inżynierów Cywilnych w Sankt Petersburgu. Po studiach został miejskim architektem miasta Teodozja na Krymie.  W latach 90. XIX w. piastował najpierw stanowisko architekta sekretarza kolegialnego, a następnie inżyniera architekta radcy tytularnego powiatu brzezińskiego. W latach 1899–1901 wykładał projekt budowlany w Szkole Mechaniczno-Technicznej H. Wawelberga i S. Rotwanda w Warszawie. W latach 1906–1909 sprawował urząd architekta gubernialnego guberni kowieńskiej, a później inżyniera gubernialnego tej guberni i kierownika Wydziału Budowlanego Dyrekcji Robót Publicznych w Nowogródku. Ok. 1915 r. był wykładowcą w Instytucie Inżynierów Cywilnych w Petersburgu.  Należał do Stowarzyszenia Techników Polskich w Warszawie i Koła Inżynierów Cywilnych przy tym Stowarzyszeniu. Pochowany na Powązkach w Warszawie wraz z synem Bronisławem (kwatera 168-6-6/7).
Rodzeństwo: Włodzimiera Teodozja Różańska (1855-1937), Henryk Dzierżysław  Sroka (1858-1941), Maria Mieczysława Sroka (1860-1879), Wiktoria Drymmer (1861-1952), Antoni Rościsław Sroka (1864-1932),  Maksymilian Krzesław Sroka (ok. 1870-1917), siostrzeniec Wiktor Tomir Drymmer (1896-1975); żona: Irena Czarnocka (1876-1977), synowie: Bronisław Sroka (1896-1920)  i Stanisław Sroka (1898-1981).

## Ważniejsze prace
- projekt teatru miejskiego w Teodozji
- projekt szkoły rolniczej w Datnowie k. Kiejdan
- projekt szkoły realnej i szpitala żydowskiego w Brześciu n. Bugiem
- projekt szpitala Czerwonego Krzyża w Kownie
- projekt kościoła parafialnego w Androniszkach
- projekt neogotyckiego kościoła pw. św. Trójcy w Szydłowicach
- projekt drewnianego kościoła pw. Matki Bożej Nieustającej Pomocy w Porzeczu
- kierowanie przebudową eklektycznego kościoła parafialnego pw. św. Trójcy w IndurzeNekrolog Wilhelma Sroki zamieszczony w Kurierze Warszawskim

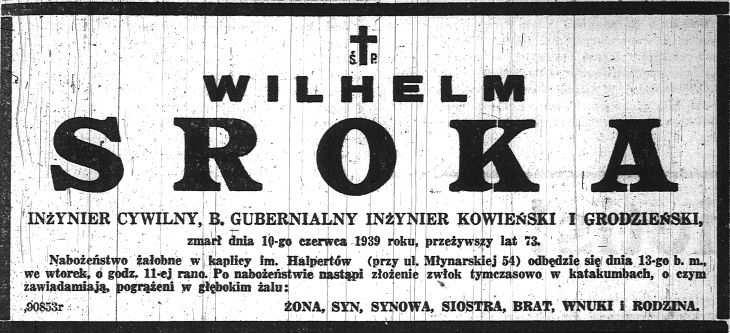
Nekrolog Wilhelma Sroki zamieszczony w Kurierze Warszawskim

- kierowanie budową neogotyckiego kościoła w Kupiszkach
- kierowanie budową parafialnego kościoła w Piaskach
- kierowanie budową neogotyckiego kościoła pw. św. Anny w Krynkach
- kierowanie budową kościoła ewangelickiego w Tomaszowie Mazowieckim